# Po śladach
Po śladach (tyt. oryg. Pas gjurmëve) – albański film fabularny z roku 1978 w reżyserii Xhanfise Keko.

## Opis fabuły
Akcja rozgrywa się pod koniec lat 40. XX w. Dzieci obserwują nowego mieszkańca wsi - Lipję. Odwiedza go człowiek, który sprzedaje używane ubrania. Luan rozpoznaje w nim kolaboranta, który w czasie wojny doniósł okupantom na jego wujka i doprowadził do jego aresztowania. Luan wraz z dziećmi zauważają, że Lipja wraz z drugim mężczyzną próbują dokonać sabotażu w miejskiej elektrowni. Dzieci zawiadamiają funkcjonariuszy Sigurimi.
W 1979 film został wyróżniony nagrodą specjalną jury na Międzynarodowym Festiwalu Filmowym w Salerno.

## Obsada
- Genc Mosha jako Luan
- Herion Mustafaraj jako Skender
- Sulejman Pitarka jako Lipja
- Ylli Trajçe jako złodziej
- Alban Çekani jako Piro
- Sotiraq Çili jako Guri
- Dhimitër Orgocka jako ojciec Luana i Skendera
- Sokol Angjeli jako nauczyciel
- Dritan Kaba jako Agim
- Dhorkë Orgocka jako matka
- Arta Shapllo jako Mira